# Ascalaphus sinister
Ascalaphus sinister is een insect uit de familie van de vlinderhaften (Ascalaphidae), die tot de orde netvleugeligen (Neuroptera) behoort. 
Ascalaphus sinister is voor het eerst wetenschappelijk beschreven door Walker in 1853.

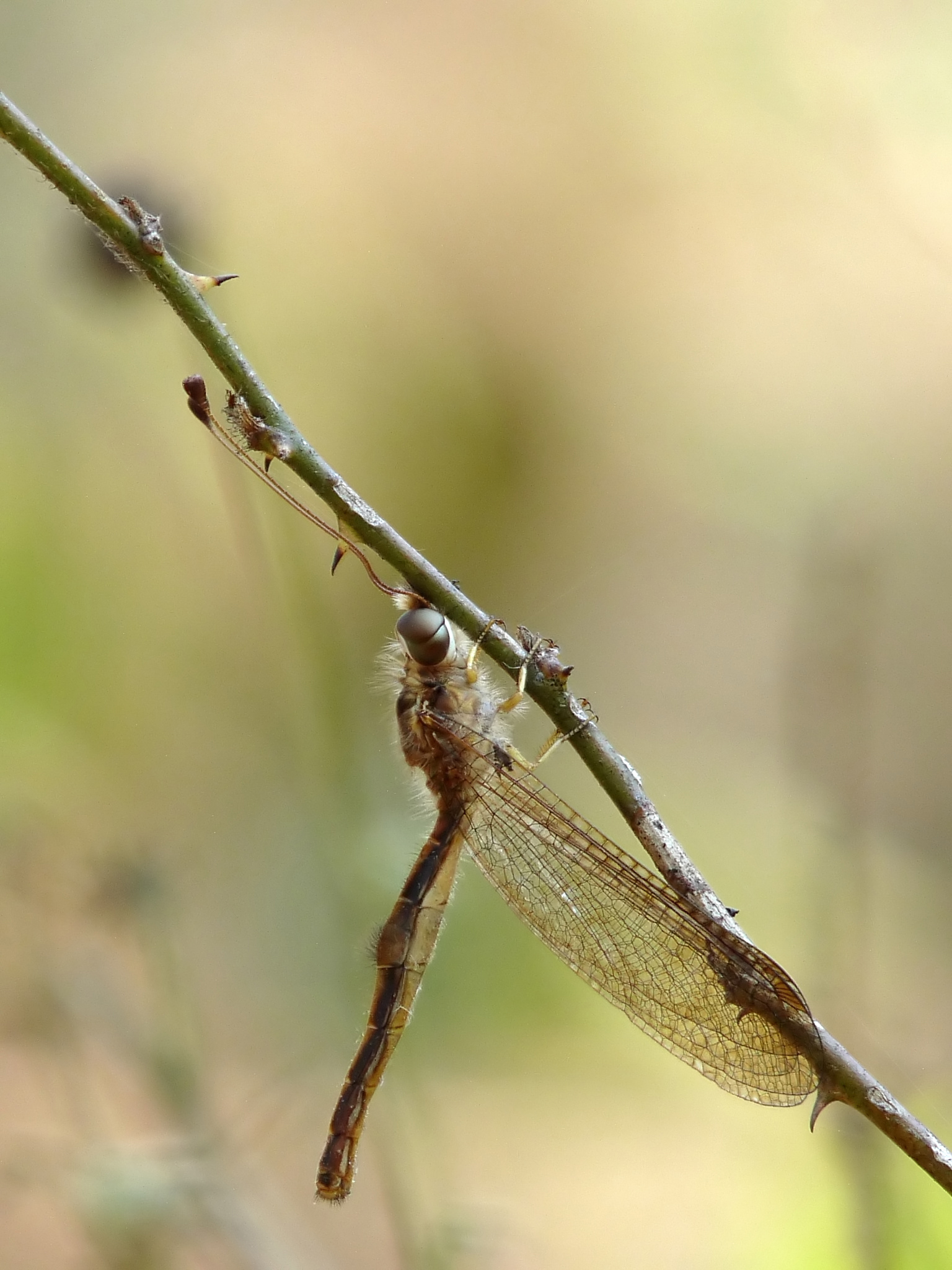
Mannetje
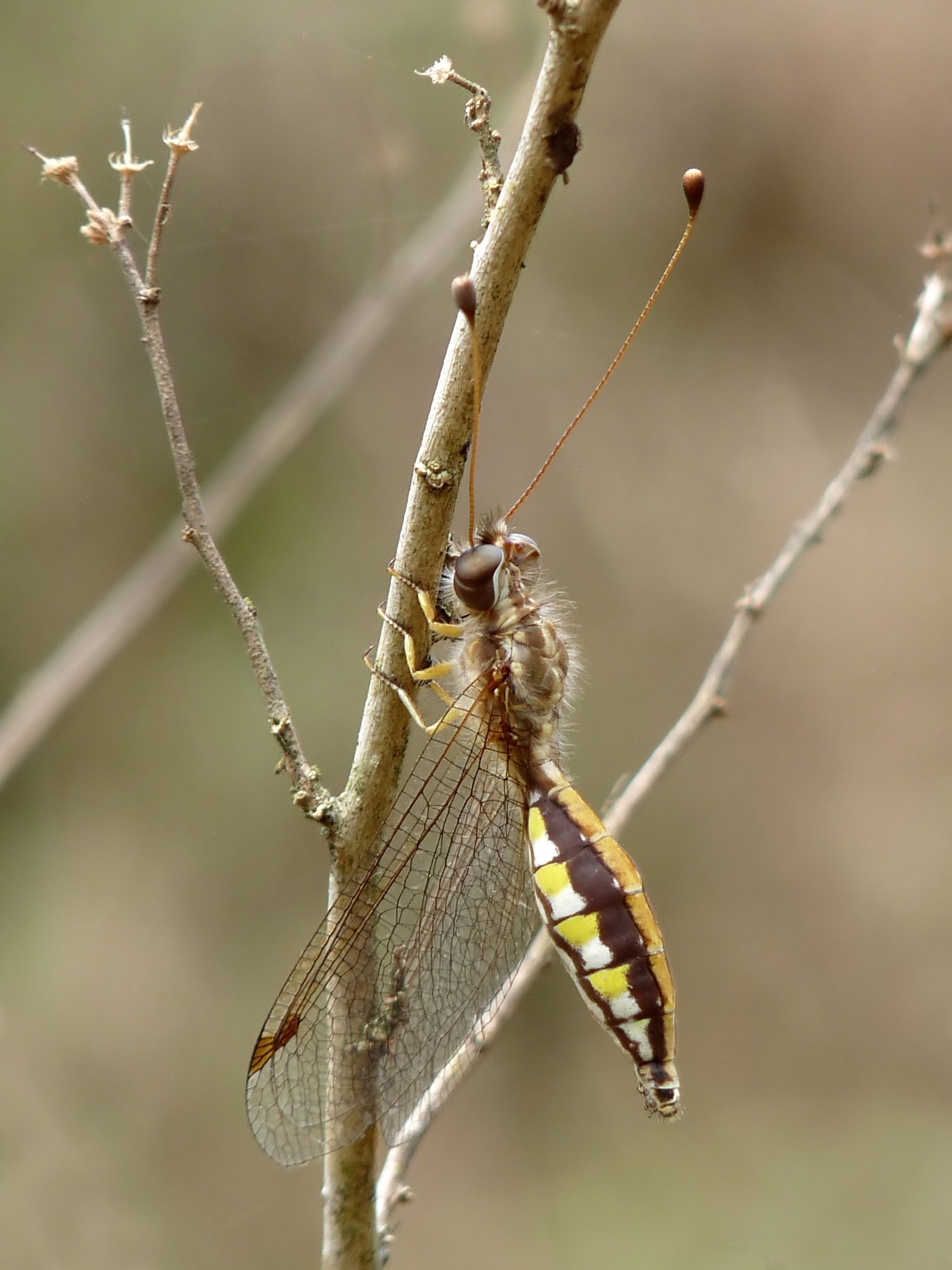
Vrouwtje